# Teatro comunale Riccardo Zandonai
Il teatro comunale Riccardo Zandonai è un teatro di Rovereto ed è stato il primo teatro del Trentino. Venne inaugurato nel 1784 col nome di Teatro Sociale.

## Storia

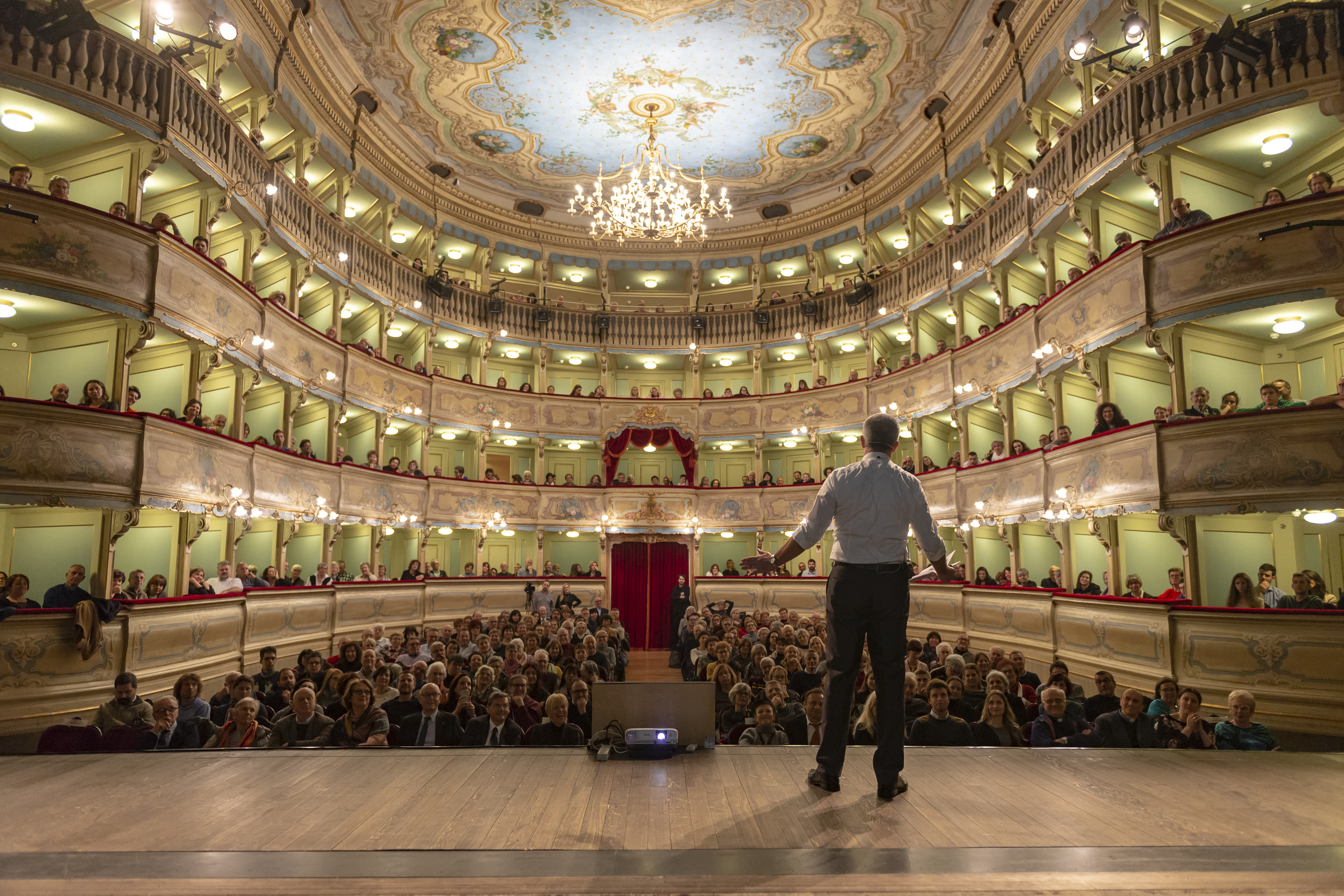
Sala del teatro vista dal palcoscenico.

La storia del teatro, a partire dal Settecento, si intreccia con quella della città di Rovereto. Nel 1750 prese vita l'Accademia Roveretana degli Agiati, nel 1764 venne fondata la Biblioteca civica, l'allora Teatro Sociale nel 1784, e già dal 1672, esisteva il Ginnasio.
In anni precedenti a Rovereto, come riferisce Fortunato Zeni nel suo Note per una cronaca del Teatro di Rovereto dal Seicento al Novecento fu messa in scena l'opera Il Giasone, anche se non è certo quale fosse il teatro che ospitò tale rappresentazione, in quanto compaiono ben sedici teatri. Sembra anche probabile una dimora patrizia adibita in tal senso.
Nel 1743 nell'allora comunità indipendente di Borgo Sacco vennero raccolti fondi per la costruzione di un teatro al chiuso, adatto alla recita di opere nonché teatro salesiano, poi definitivamente liceo Rosmini e l'edificio dovette suscitare interesse perché Giuseppe Valeriano Vannetti lo citò con ammirazione nel 1755. Le Monache carmelitane scalze di Sacco tuttavia poco dopo comprarono l'edificio, smontarono il palco per utilizzare in modo diverso il legname ed infine rivendettero il casone ormai vuoto a privati.
La vicenda del teatro di Borgo Sacco comprato e smantellato ha la sua motivazione nell'insofferenza che parte del clero trentino manifestava per quell'ambiente, ed i commenti di diversi suoi esponenti, spesso erano pieni di livore e sottintesi allusivi. Padre Giangrisostomo Tovazzi descrisse il teatro come fonte di male e fucina di peccato. Tuttavia nell'aristocrazia roveretana crebbe, contemporaneamente, un atteggiamento ben diverso nei confronti dell'arte teatrale, e due esponenti di spicco di questo mondo come Eleonora Piomarta e Carolina Winklhof si fecero promotrici, con i consorti ed altri personalità di spicco, dell'iniziativa volta alla costruzione di un teatro stabile a Rovereto. Il conte Francesco Alberti Poja, il cavaliere Luigi Carpentari di Mittenberg e il barone Valeriano Malfatti (amico di Girolamo Tartarotti e membro dell'Accademia Roveretana degli Agiati) cominciarono a pensare seriamente a questa nuova iniziativa.

### Nascita del Teatro Sociale

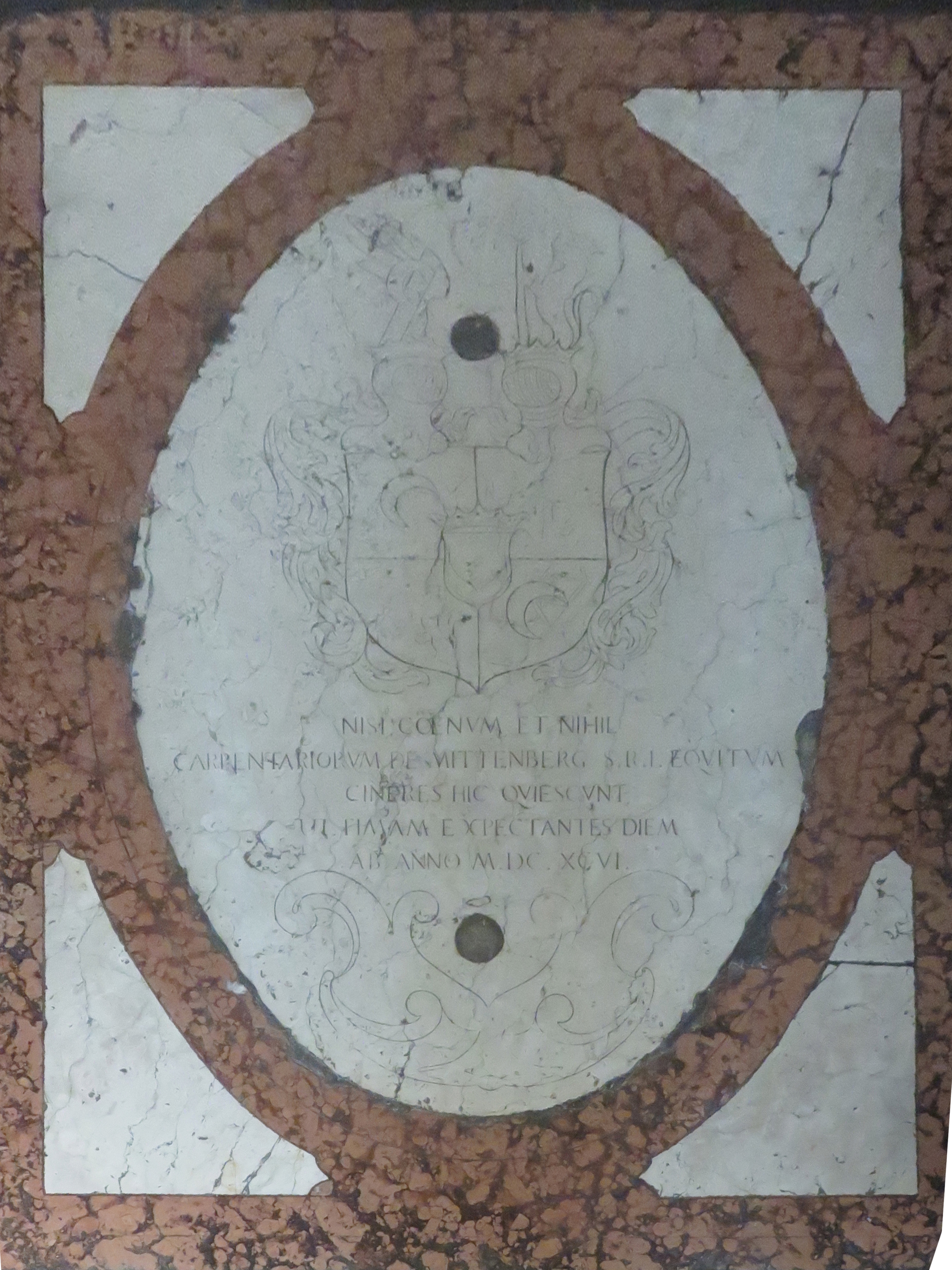
Lastra votiva dedicatoria posata sulla pavimentazione della Chiesa Lauretana di Rovereto riportante l'insegna del cavaliere Luigi Carpentari

Il già ricordato padre Tovazzi riferì nel suo diario, nel 1782, che a Rovereto ormai la costruzione di un teatro era imminente. Il terreno venne acquistato dal conte Alberti Poja e dal cavaliere Luigi Carpentari sull'allora Corso Nuovo, attuale Corso Bettini. Su quella via erano già state costruite dimore patrizie di grande importanza e solennità, come Palazzo Piomarta. Vi era sorto il Palazzo del grano, voluto da Maria Teresa d'Austria, e si stava ultimando Palazzo Alberti Poja.
Il teatro prese così avvio, come progetto, partendo dalla spinta del conte Alberti Poja e della moglie, la baronessa Eleonora Piomarta, sostenuti economicamente dal cavaliere Luigi Carpentari, proprietario di grandi filatoi per la seta. Un'importante fonte di finanziamenti venne anche dall'idea di vendere anticipatamente i palchetti ai nobili e ricchi roveretani, che in tal modo poterono dimostrare il loro status sociale. L'operazione di vendita dei palchetti, compresi i due di proscenio nel primo ordine, ebbe successo, e si poté iniziare a pensare al progetto del teatro.

Si discusse sul tipo di teatro, e si decise che di fatto il teatro all'antica, con gradonate e spazi aperti, era superato, e la scelta cadde sul teatro all'italiana. In quegli anni, in Italia, il dibattito su questo tema era molto sentito, e un teorico dell'architettura ed esperto teatrale come Francesco Milizia, si dichiarò molto contrario all'uso dei palchetti, per svariate ragioni; ma il suo parere, come quello di altri che criticavano l'uso troppo personale di tali spazi, non ebbe seguito. Nel 1782 venne stipulato un contratto con importanti costruttori locali, Clemente Colomba e Giovanni Battista Tacchi, già conosciuto per il notevole impegno nella costruzione in città del Monastero di Santa Croce. Tuttavia nel contratto per il nuovo teatro non ci sono tracce riguardanti il progettista dell'opera, e i due costruttori ricevettero solo un disegno nel quale non si legge alcun nome dell'autore. 

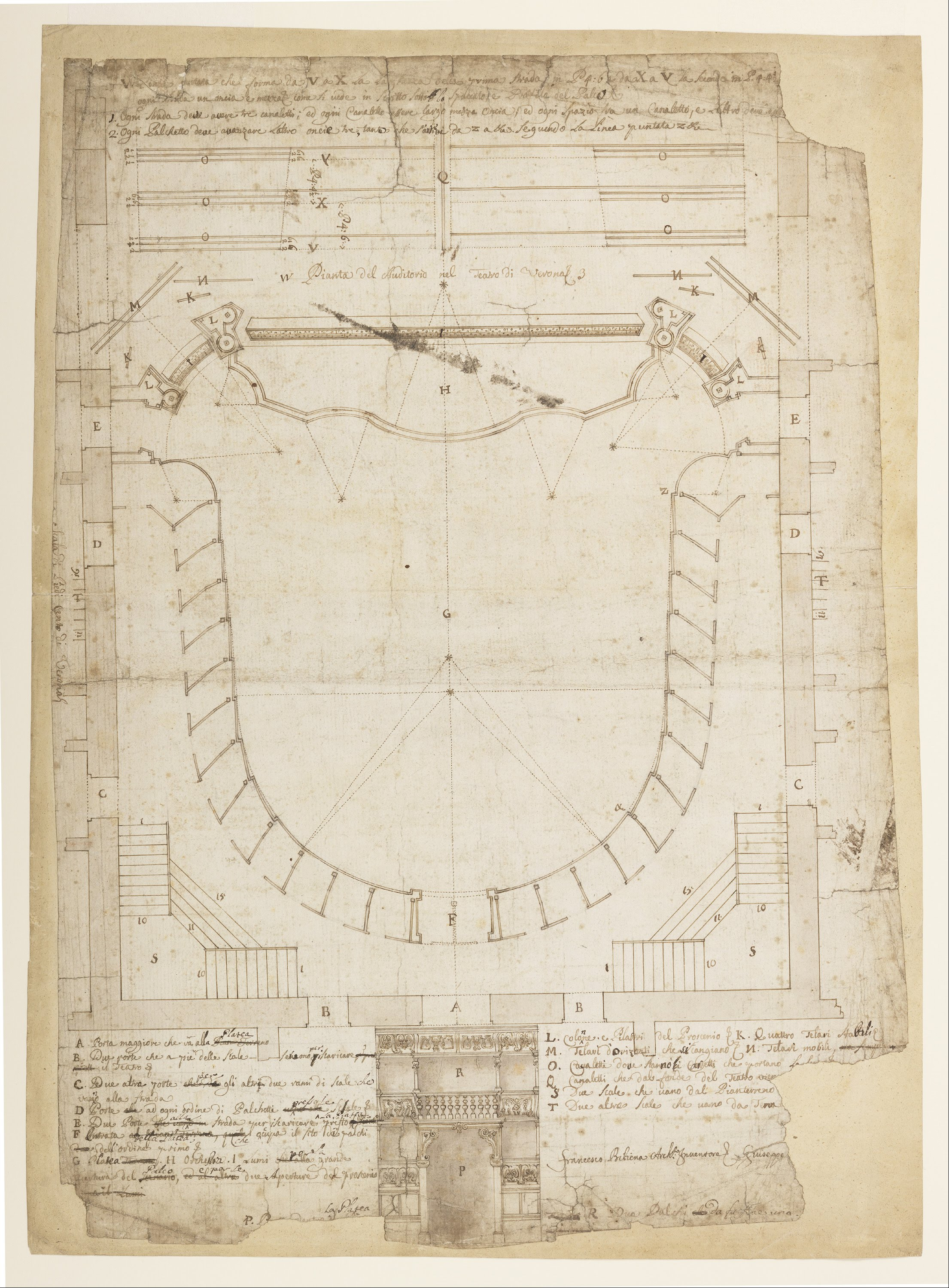
Pianta della prima sala del Teatro Filarmonico di Verona, modello del teatro di Rovereto come anzi detto a ferro di cavallo, odeon allungato, con vie laterali, orchestra, scena e quinte progressive

### Primi anni del teatro
Avvicinandosi alla fine dei lavori, Rovereto era in fermento, si prendevano accordi per le recite e per la gestione sempre più importante, tanto divennero precisi i programmi e i richiami scenici. Secondo quanto riferito da Fortunato Zeni l'inaugurazione del teatro, che prese il nome di Teatro Sociale, avvenne con tre opere: Giannina e Bernardone e Il convito di Domenico Cimarosa, e La Moda, di Antonio Salieri. 
Nel 1786 si ha notizia dell'acquisto di un palazzo adibito ad osteria dello stesso Alberti Poja. Tale locale sembra che producesse i guadagni insperati per il conte, durante la stagione teatrale. Johann Wolfgang von Goethe, che passò per Rovereto, non ne fece cenno nei suoi scritti. Alla fine dello stesso anno anche Elisabetta d'Austria fu in città, e per lei il teatro venne illuminato a giorno, sia in occasione del concerto offerto dai Filarmonici di Rovereto sia del ballo che lo seguì, pochi giorni dopo.
Nel 1790 si sciolse la società tra il conte Alberti Poja e il cavaliere Carpentari di Mittenberg, e il conte rimase l'unico proprietario del teatro mentre il cavaliere manteneva i due palchetti di proprietà e il diritto, a vita, di due biglietti per ogni spettacolo futuro.
Negli anni seguenti la vita del teatro non riportò particolari fatti degni di nota, se non una crescente attenzione delle autorità cittadine nei confronti della sicurezza contro gli incendi e sulla necessità di provvedere ad adeguate uscite in caso d'emergenza.

### Ottocento
Seguì il periodo della dominazione francese e della successiva restaurazione da parte austriaca. Il 14 ottobre 1822 l'imperatore Francesco I e l'imperatrice Carolina Augusta di Baviera assistettero, durante la loro visita a Rovereto, all'opera seria Il Saule. In quell'anno scomparve il conte Francesco Alberti Poja, che sino allora aveva sostenuto l'istituzione, e al suo posto subentrò il figlio Antonio, meno interessato al teatro, tanto che si cominciò a pensare ad un passaggio di proprietà.
Si pensò di poter far comprare l'immobile dall'amministrazione comunale, e poi dai proprietari dei palchetti, infine si fecero avanti quattro privati, e l'atto di compravendita venne realizzato il 18 febbraio 1823. Iniziarono subito lavori di restauro che si conclusero solo nel 1828, quando il teatro venne riaperto al pubblico. Durante il rifacimento andarono perdute alcune decorazioni importanti del soffitto, ma nell'insieme il risultato fu giudicato molto buono per quanto riguarda la grande sala interna. Diverso fu il discorso per gli esterni, rimasto senza una facciata e con una tettoia per ingresso (F. De Probizer).

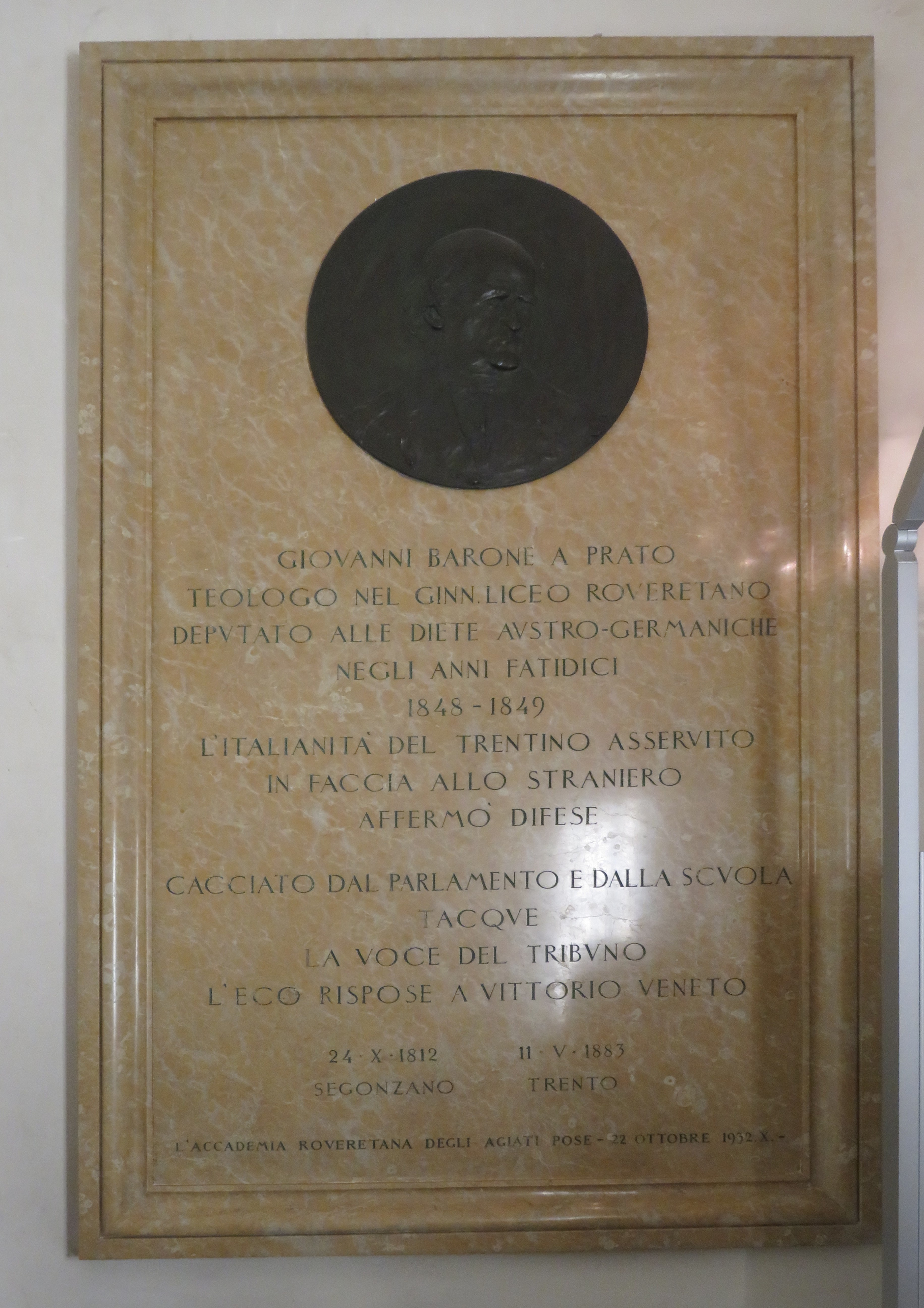
Lapide commemorativa dell'abate barone Giovanni a Prato nella sala di ingresso di Palazzo Piomarta

Si riorganizzarono gli incarichi e il personale ebbe compiti precisi. In particolare si curò ulteriormente l'aspetto della sicurezza, si stabilirono regole e compensi per i componenti dell'orchestra, e si parlò del comportamento che gli artisti dovevano rispettare nei camerini e nel teatro stesso. L'illuminazione fu per lungo tempo ancora mista, affidata a candele e lumi a gas.
Nel 1848 a Rovereto si visse il clima difficile legato agli avvenimenti italiani e alle spinte indipendentiste, ma la gestione del Teatro Sociale ne fu solo in parte coinvolta. L'abate barone Giovanni a Prato ad esempio chiese il distacco dei circoli culturali trentini dal circuito germanico, ma non si spinse a chiedere di allontanarsi dalla sfera di influenza e controllo austriaca. Per il teatro la situazione ebbe quindi poche conseguenze pratiche, e si continuarono a dare rappresentazioni e spettacoli, e proseguirono pure i periodici lavori di manutenzione ed abbellimento, anche se tra difficoltà crescenti e dure prese di posizione tra i proprietari ed il comune. Il teatro aveva bisogno di interventi, ma questi erano giudicati troppo onerosi, da questo diverse ispezioni e relative lettere per spiegare le reciproche posizioni.
Seguirono anni di normale attività ed altri di sospensione della programmazione teatrale, e si arrivò al 1858 con la visita a Rovereto della coppia reale formata da Carlo Ludovico d'Asburgo-Lorena e Margherita di Sassonia. Per l'occasione il teatro fu solo parzialmente restaurato, e agli illustri ospiti vennero proposte il Poliuto di Gaetano Donizetti e La traviata di Giuseppe Verdi.
Il degrado della struttura intanto divenne sempre più evidente, ed una relazione del 1865 parlò esplicitamente di problemi legati al tetto, all'igiene di alcune parti ed ai pericoli di incendio.

## Restauri

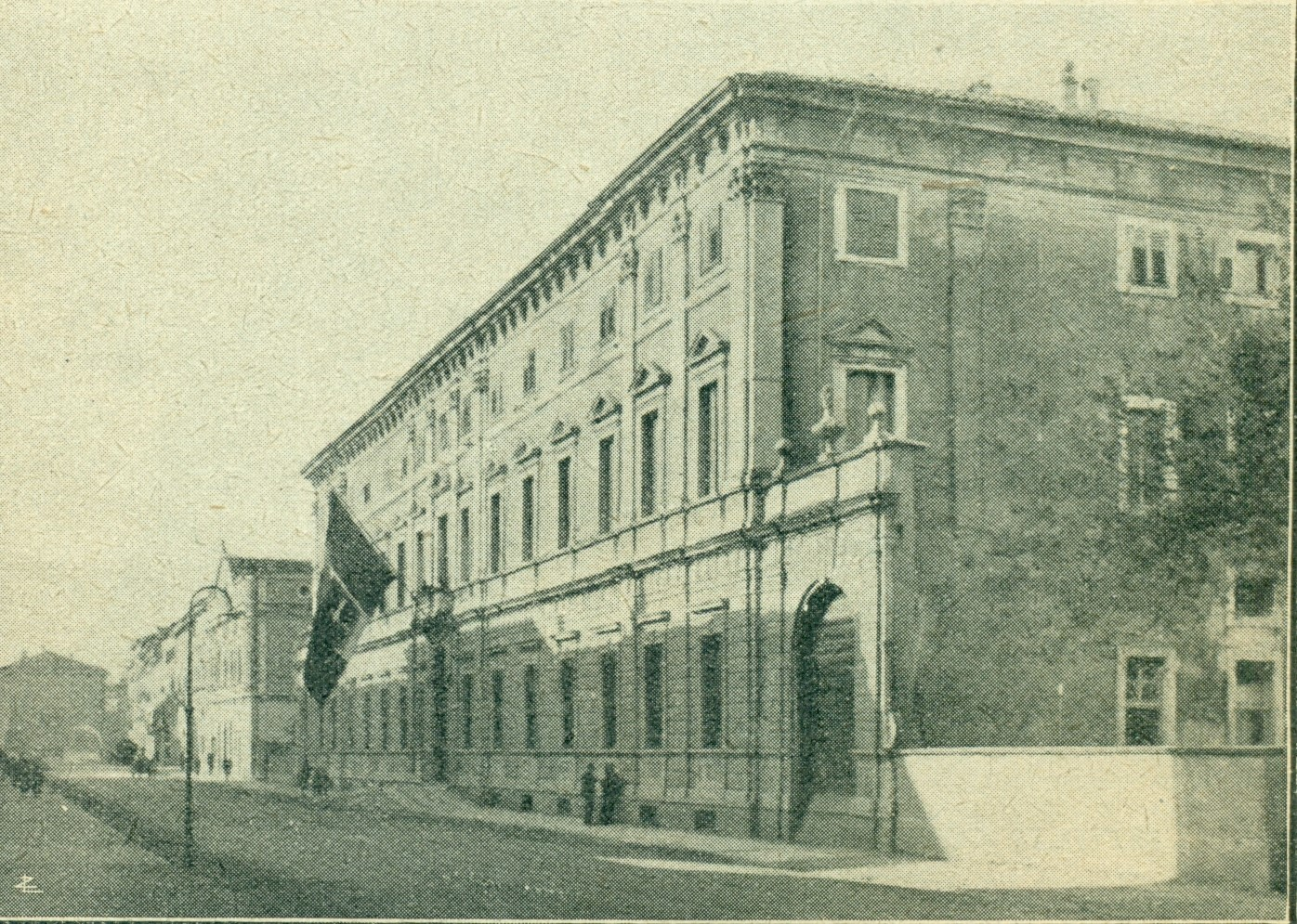
Una rara immagine degli anni 20 di Palazzo Piomarta e, in secondo piano, della facciata del teatro, dopo circa 50 anni dalla sua costruzione

Tra il 1871 ed il 1872 il teatro venne sottoposto a importanti lavori di restauro. Ciò che fu subito evidente riguardò l'erezione di una facciata in muratura in sostituzione del vecchio atrio in legno, ormai cadente, e questo finalmente, dopo quasi 90 anni dalla sua inaugurazione, donò una nuova dignità all'intero edificio.
Tra i più celebri direttori d'orchestra dell'Ottocento che diressero al Teatro Sociale di Rovereto vi fu il maestro Antonino Palminteri che nella primavera del 1891 portò in scena l'opera  Lucia di Lammermoor di Gaetano Donizetti.

## Architettura
Il modello architettonico per il teatro di Rovereto, come già ricordato, è quello del Teatro Filarmonico veronese. Tuttavia potrebbero non mancare dotti riferimenti per quanto pittorici, ai marmi di Castione (giallo), le tonalità verde chiaro potrebbero ricordare i verdi paesaggistici romani settecenteschi di un Vanvitelli, oltre al tema cittadino, e i velluti vivacizzano e accolgono il pubblico armonizzando anche qualche colorazione acustica. Un riporto a parte andrebbe fatto sul soffitto e sulla delicatezza delle luci e la purezza e semplicità del lampadario ornamentale che illumina la platea. Da qualche anno, inoltre, l'immagine del teatro, colta dalla façade si è identificata sempre più come maschera chiara, delicata e riconosciuta, assumendo un valore artistico editoriale, e per alcuni tratti ricordando aspetti veneziani della Rovereto cinquecentesca.